# Robert Åhman-Persson
Robert Hans Folke Åhman-Persson (* 26. März 1987 in Uppsala) ist ein schwedischer ehemaliger Fußballspieler. Der Abwehr- und Mittelfeldspieler bestritt seine Karriere in Schweden und Dänemark, eine Saison spielte er in Portugal.

## Karriere
Åhman-Persson spielte in seiner Jugend bei Bälinge IF. 2003 wechselte er in die Jugendabteilung des Solnaer Klubs AIK. Am letzten Spieltag der Spielzeit 2004 debütierte er in der Allsvenskan, als er beim 3:1-Auswärtserfolg beim Trelleborgs FF in der 75. Spielminute eingewechselt wurde. Im selben Jahr gewann er mit der Nachwuchsmannschaft den Meistertitel, krankheitsbedingt verpasste er jedoch das Endspiel. In der folgenden Spielzeit gehörte er zwar weiterhin zum Kader der Wettkampfmannschaft, bestritt aber lediglich sechs Spiele in der Superettan. Dennoch trug er zwei Tore zum direkten Wiederaufstieg der Mannschaft um Mats Rubarth, Daniel Tjernström, Daniel Hoch, Daniel Örlund und Göran Marklund bei und wurde in der schwedischen U-18-Auswahl berücksichtigt. Um ihm weitere Spielpraxis zu ermöglichen, verlieh ihn der Klub 2006. Nachdem er zu Jahresbeginn noch für den AIK in der Royal League angetreten war, lief er in der anschließenden Zweitliga-Spielzeit 2006 für Väsby United auf und war über weite Strecken der Spielzeit Stammkraft.
Anfang 2007 zu AIK zurückgekehrt, kämpfte Åhman-Persson um einen Stammplatz in der Defensive. Unter Trainer Rikard Norling stand er in der ersten Saisonhälfte in drei Spielen in der Startelf und bestritt weitere fünf Spiele als Einwechselspieler. Mittlerweile für die schwedische U-21-Nationalmannschaft aktiv, hatte er im Ausland auf sich aufmerksam gemacht. Im Juli des Jahres verließ er AIK und zog – trotz Angeboten schwedischer Klubs wie GAIS und IF Elfsborg – zum dänischen Klub Viborg FF weiter, der von seinem schwedischen Landsmann Anders Linderoth betreut wurde. An der Seite von John Alvbåge, Steffen Højer, Rúrik Gíslason und Simon Nagel etablierte er sich als Stammspieler in der Superliga. Die Mannschaft geriet jedoch in Abstiegsgefahr, so dass Stephen Lowe und später Hans Eklund das Traineramt übernahmen. Nach dem verpassten Klassenerhalt kehrte Åhman-Persson nach Schweden zurück.
Åhman-Persson schloss sich im Sommer 2008 Malmö FF an und unterschrieb beim Verein aus Schonen einen Vertrag bis Ende 2011. Auf Anhieb erkämpfte er sich einen Stammplatz in der Defensive des Klubs. Während sein ehemaliger Klub AIK am Ende der Spielzeit 2009 den Meistertitel feierte, erreichte er nach 26 Saisoneinsätzen mit seinem Klub den siebten Tabellenplatz. Unter Trainer Roland Nilsson gehörte er auch zu Beginn der folgenden Spielzeit zu den Stammkräften und erzielte in der ersten Saisonhälfte drei Tore. Daher kam es überraschend, als er im Sommer seinen Wechsel vom Meisterschaftskandidaten Malmö FF zurück zum im Abstiegskampf befindlichen AIK bekanntgab. Nach 13 Saisonspielen für AIK bis zum Saisonende hatte er doppelten Grund zum Jubeln: Einerseits schaffte er mit AIK den Klassenerhalt, andererseits wurde er dank seiner neun Ligaspiele bis zur Sommertransferperiode für Malmö FF als Meister ausgezeichnet. Bei der Präsentation der ausgezeichneten Spieler wurde er jedoch von den Malmöer Anhängern ausgepfiffen. In der folgenden Spielzeit wurde er mit seinem neuen Klub Vizemeister hinter Triplegewinner Helsingborgs IF, ehe er in der Spielzeit 2012 unter Trainer Andreas Alm seinen Stammplatz verlor und lediglich 16 Saisonspiele bestritt. Nachdem er auch in der folgenden Spielzeit vornehmlich nur Ergänzungsspieler war und lediglich in einem seiner acht Saisonspiele in der Startformation stand, wurde sein auslaufender Vertrag nicht verlängert.
Im Dezember 2013 verpflichtete der Erstligaaufsteiger Örebro SK Åhman-Persson ablösefrei. Verletzungsbedingt verpasste er den Saisonauftakt.
Er blieb bis 2017 im Verein, wechselte dann für eine Saison nach Portugal zu Belenenses und beendete seine Karriere nach zwei Spielzeiten für den IK Sirius.